# Список банків Сан-Марино
Список банків Сан-Марино — перелік кредитно-фінансових установ Сан-Марино.

## Центробанк
- Центральний банк Сан-Марино

## Список
- Asset Banca
- Banca Agricola Commerciale Istituto Bancario Sammarinese
- Banca Commerciale Sammarinese
- Banca del Titano / San Marino International Bank / Banca Impresa
- Banca di San Marino
- Banca Partner
- Banca Sammarinese di Investimento
- Cassa di Risparmio della Repubblica di San Marino
- Euro Commercial Bank

| Прапор Сан-Марино | Це незавершена стаття про Сан-Марино. Ви можете допомогти проєкту, виправивши або дописавши її. |